# Naidium breviseta
Naidium breviseta är en ringmaskart. Naidium breviseta ingår i släktet Naidium och familjen glattmaskar. Inga underarter finns listade i Catalogue of Life.